# خورخه اولائچئا
خورخه اولائچئا (اسپانیایی: Jorge Olaechea‎؛ زادهٔ ۲۷ اوت ۱۹۵۶) بازیکن فوتبال اهل پرو بود.
از باشگاه‌هایی که در آن بازی کرده‌است می‌توان به باشگاه فوتبال دپورتیوو مونیسیپال، باشگاه فوتبال آلیانزا لیما، باشگاه ورزشی دیپورتیوو کالی، و باشگاه فوتبال اسپورتینگ کریستال اشاره کرد.
وی همچنین در تیم ملی فوتبال پرو بازی کرده‌است.